# Amphoe Phon Phisai
Amphoe Phon Phisai (Thai: อำเภอ โพนพิสัย) ist ein Landkreis (Amphoe – Verwaltungs-Distrikt) in der Provinz Nong Khai. Die Provinz Nong Khai liegt im Norden der Nordostregion von Thailand, dem so genannten Isan.

## Geographie
Die Provinz Nong Khai liegt etwa 615 Kilometer nordöstlich von Bangkok entlang des Mekong, der hier die Landesgrenze nach Laos darstellt.
Amphoe Phon Phisai grenzt an die folgenden Landkreise (von Osten im Uhrzeigersinn): an die Amphoe Rattanawapi und Fao Rai in der Provinz Nong Khai, an die Amphoe Ban Dung, Sang Khom und Phen der Provinz Udon Thani, sowie an Amphoe  Mueang Nong Khai wiederum in Nong Khai. Nach Norden auf dem anderen Ufer des Mekong liegen die Präfektur Vientiane und die Provinz Bolikhamsai von Laos.

## Geschichte
Phon Phisai war ursprünglich Teil der Mueang Phon Phaeng, welche heute zu Rattanawapi gehört. 1906 wurde es zum Amphoe erhoben.

## Verwaltung

### Provinzverwaltung
Der Landkreis Phon Phisai ist in elf Tambon („Unterbezirke“ oder „Gemeinden“) eingeteilt, die sich weiter in 159 Muban („Dörfer“) unterteilen.
| Nr.  | Name           | Thai       | Muban | Einw.  |
| ---- | -------------- | ---------- | ----- | ------ |
| 01.  | Chumphon       | จุมพล       | 26    | 19.938 |
| 02.  | Wat Luang      | วัดหลวง     | 16    | 09.285 |
| 03.  | Kut Bong       | กุดบง       | 14    | 08.686 |
| 04.  | Chum Chang     | ชุมช้าง      | 19    | 09.663 |
| 06.  | Thung Luang    | ทุ่งหลวง     | 12    | 05.283 |
| 07.  | Lao Tang Kham  | เหล่าต่างคำ  | 15    | 06.511 |
| 08.  | Na Nang        | นาหนัง      | 17    | 11.289 |
| 09.  | Soem           | เซิม        | 11    | 07.627 |
| 013. | Ban Pho        | บ้านโพธิ์     | 13    | 10.275 |
| 021. | Ban Phue       | บ้านผือ      | 08    | 05.621 |
| 022. | Sang Nang Khao | สร้างนางขาว | 08    | 03.657 |

Hinweis: Die fehlenden Nummern (Geocodes) beziehen sich auf die Tambon, die heute zu Fao Rai und Rattanawapi gehören.

### Lokalverwaltung
Es gibt zwei Kommunen mit „Kleinstadt“-Status (Thesaban Tambon) im Landkreis:
- Sang Nang Khao (Thai: เทศบาลตำบลสร้างนางขาว), bestehend aus dem gesamten Tambon Sang Nang Khao.
- Phon Phisai (Thai: เทศบาลตำบลโพนพิสัย), bestehend aus Teilen des Tambon Chumphon.

Außerdem gibt es zehn „Tambon-Verwaltungsorganisationen“ (องค์การบริหารส่วนตำบล – Tambon Administrative Organizations, TAO):
- Chumphon (Thai: องค์การบริหารส่วนตำบลจุมพล)
- Wat Luang (Thai: องค์การบริหารส่วนตำบลวัดหลวง)
- Kut Bong (Thai: องค์การบริหารส่วนตำบลกุดบง)
- Chum Chang (Thai: องค์การบริหารส่วนตำบลชุมช้าง)
- Thung Luang (Thai: องค์การบริหารส่วนตำบลทุ่งหลวง)
- Lao Tang Kham (Thai: องค์การบริหารส่วนตำบลเหล่าต่างคำ)
- Na Nang (Thai: องค์การบริหารส่วนตำบลนาหนัง)
- Soem (Thai: องค์การบริหารส่วนตำบลเซิม)
- Ban Pho (Thai: องค์การบริหารส่วนตำบลบ้านโพธิ์)
- Ban Phue (Thai: องค์การบริหารส่วนตำบลบ้านผือ)